# Élections cantonales de 2011 dans l'Ardèche
Les élections cantonales ont eu lieu les 20 et 27 mars 2011.

## Contexte départemental

### Assemblée départementale sortante
Avant les élections, le conseil général de l'Ardèche est présidé par Pascal Terrasse (PS). Il comprend 33 conseillers généraux issus des 33 cantons de l'Ardèche. 16 d'entre eux sont renouvelables lors de ces élections.
| Parti                             | Sigle | Élus |
| --------------------------------- | ----- | ---- |
| Majorité (20 sièges)              |       |      |
| Parti socialiste                  | PS    | 12   |
| Divers gauche                     | DVG   | 4    |
| Parti radical de gauche           | PRG   | 2    |
| Mouvement républicain et citoyen  | MRC   | 1    |
| Parti communiste français         | PCF   | 1    |
| Opposition (13 sièges)            |       |      |
| Union pour un mouvement populaire | UMP   | 6    |
| Divers droite                     | DVD   | 5    |
| Nouveau Centre                    | NC    | 2    |
| Président du Conseil général      |       |      |
| Pascal Terrasse (PS)              |       |      |

## Résultats à l'échelle du département

### Résultats en nombre de sièges
| Parti | Sièges mis en jeu | Élus | Évolution |
| ----- | ----------------- | ---- | --------- |
| PS    | 9                 | 9    | =         |
| UMP   | 4                 | 2    | - 2       |
| DVG   | 2                 | 3    | +1        |
| DVD   | 1                 | 2    | +1        |

### Assemblée départementale à l'issue des élections

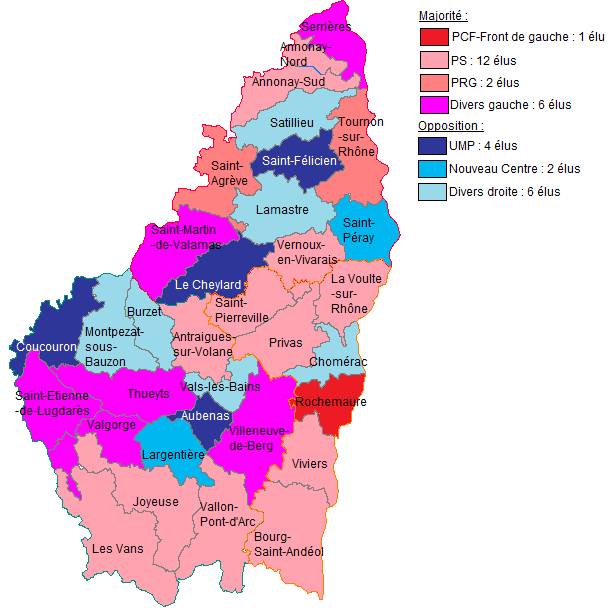
Étiquettes politiques des conseillers généraux de l'Ardèche à la suite des cantonales de 2011

| Parti                             | Sigle | Élus |
| --------------------------------- | ----- | ---- |
| Majorité (21 sièges)              |       |      |
| Parti socialiste                  | PS    | 12   |
| Divers gauche                     | DVG   | 5    |
| Parti radical de gauche           | PRG   | 2    |
| Mouvement républicain et citoyen  | MRC   | 1    |
| Parti communiste français         | PCF   | 1    |
| Opposition (12 sièges)            |       |      |
| Divers droite                     | DVD   | 8    |
| Union pour un mouvement populaire | UMP   | 3    |
| Nouveau Centre                    | NC    | 1    |
| Président du Conseil général      |       |      |
| Pascal Terrasse                   |       |      |

## Résultats par canton

### Canton d'Annonay-Nord
Après des élections législatives de 2007 et des municipales de 2008 à Annonay et Boulieu réussies pour le PS, Denis Lacombe pouvait avoir un bon pressentiment pour cette élection. Cela s'est confirmé puisque le conseiller municipal socialiste d'Annonay obtient assez aisément un troisième mandat face au maire UMP de Davézieux Alain Zahm. Le socialiste pouvait notamment compter sur le report de voix des écologistes absents en 2004 qui peuvent en partie expliquer la baisse au premier tour de 750 voix pour les socialistes et de 500 voix pour les communistes. Un autre facteur est certainement l'abstention qui gagne 19 points de plus qu'en 2004. Une abstention qui gagne largement la droite et le centre qui perdent au total plus d'un millier de voix mais aussi le FN qui en perd 200. Au second tour, le PS progresse en pourcentage mais perd 1000 voix quand la droite en obtient 1200 de moins.
| Candidats      | Candidats            | Étiquette      | Premier tour | Premier tour | Second tour | Second tour |
| Candidats      | Candidats            | Étiquette      | Voix         | %            | Voix        | %           |
| -------------- | -------------------- | -------------- | ------------ | ------------ | ----------- | ----------- |
|                | Denis Lacombe*       | PS             | 1 677        | 31,15        | 3 039       | 55,73       |
|                | Alain Zahm           | UMP            | 1 490        | 27,67        | 2 414       | 44,27       |
|                | Véronique Gathercole | FN             | 937          | 17,40        |             |             |
|                | Cécile Célette       | EÉLV           | 553          | 10,27        |             |             |
|                | Dominique Wojylac    | FG PG          | 341          | 6,33         |             |             |
|                | Danielle Magand      | MoDem          | 302          | 5,61         |             |             |
|                | Henri Clot           | POI            | 84           | 1,56         |             |             |
|                |                      |                |              |              |             |             |
| Inscrits       | Inscrits             | Inscrits       | 13 726       | 100,00       | 13 726      | 100,00      |
| Abstentions    | Abstentions          | Abstentions    | 8 178        | 59,58        | 7 910       | 57,63       |
| Votants        | Votants              | Votants        | 5 548        | 40,42        | 5 816       | 42,37       |
| Blancs et nuls | Blancs et nuls       | Blancs et nuls | 164          | 2,96         | 363         | 6,24        |
| Exprimés       | Exprimés             | Exprimés       | 5 384        | 97,04        | 5 453       | 93,76       |

*sortant

### Canton d'Annonay-Sud
Après le retrait de l'ancien maire socialiste d'Annonay, Jean-Claude Tourneyre après deux mandats au conseil général, la gauche résiste plutôt bien à ce changement au premier tour en ne perdant qu'une centaine de voix au total par rapport à 2004. Dans le détail, le candidat socialiste, le conseiller municipal d'Annonay, Simon Plénet, fait perdre plus de 350 voix et sa collègue communiste du conseil municipal, l'adjointe au maire, Eliane Coste, déjà candidate en 2004, perd plus de 150 voix par rapport à cette dernière candidature. Ces pertes, auxquelles on ajoute les 350 voix d'un candidat divers gauche de 2004, sont en bonne partie compensées par un militant écologiste villevocançois, Denis Neime qui gagne près de 700 voix. L'abstention, qui gagne plus de 21 points, touche largement plus la droite, l'UMP, représentée par un chef d'entreprise, François Sibille perd plus de 1000 voix par rapport aux résultats de l'UDF et de l'UMP en 2004. Le FN se stabilise lui en ne perdant qu'une soixantaine de voix mais ne se qualifie pas en se classant non loin derrière la droite. Au second tour, les socialistes gagnent plus largement cette élection que celle de 2004 (61 contre 53 % en 2004) mais eux comme la droite souffrent d'une abstention qui atteint près de trois électeurs sur cinq en perdant plus de 600 voix (la droite en perd plus de 1200).
| Candidats      | Candidats        | Étiquette      | Premier tour | Premier tour | Second tour | Second tour |
| Candidats      | Candidats        | Étiquette      | Voix         | %            | Voix        | %           |
| -------------- | ---------------- | -------------- | ------------ | ------------ | ----------- | ----------- |
|                | Simon Plénet     | PS             | 1 479        | 31,71        | 2 673       | 61,35       |
|                | François Sibille | UMP            | 1 102        | 23,63        | 1 684       | 38,65       |
|                | Carmen Augier    | FN             | 979          | 20,99        |             |             |
|                | Denis Neime      | EÉLV           | 688          | 14,75        |             |             |
|                | Éliane Coste     | FG (PCF)       | 416          | 8,92         |             |             |
|                |                  |                |              |              |             |             |
| Inscrits       | Inscrits         | Inscrits       | 11 516       | 100,00       | 11 516      | 100,00      |
| Abstentions    | Abstentions      | Abstentions    | 6 691        | 58,10        | 6 709       | 58,26       |
| Votants        | Votants          | Votants        | 4 825        | 41,90        | 4 807       | 41,74       |
| Blancs et nuls | Blancs et nuls   | Blancs et nuls | 161          | 3,34         | 450         | 9,36        |
| Exprimés       | Exprimés         | Exprimés       | 4 664        | 96,66        | 4 357       | 90,64       |

*sortant

### Canton d'Antraigues-sur-Volane
La succession du sénateur Michel Teston, ancien président socialiste du conseil général, divise largement le canton et surtout à gauche. En effet, les socialistes investissent le maire de Saint-Joseph-des-Bancs, Robert Roux face auquel se présentent trois maires DVG. Le maire d'Antraigues-sur-Volane, Michel Pesanti, déjà candidat en 2004, le maire d'Asperjoc, Alain Chiraussel et le maire de Saint-Andéol-de-Vals, Christian Teyssier. On compte également un candidat écologiste, Michel Coste, originaire de Genestelle suppléé par la première adjointe au maire d'Aizac, Marie-Paule Badetti et un candidat communiste, le conseiller régional François Jacquart. Face à cette profusion de candidats de gauche, la droite est absente comme en 2004 et seule l'extrême droite se présente. Au premier tour, le FN maintient une centaine d'électeurs derrière lui. Les écologistes et les communistes accroissent leurs résultats d'environ 80 voix chacun tandis que Michel Pesanti en perd 80. Robert Roux survole finalement cette élection en devançant largement ses deux principaux opposants qui happent tout de même chacun plus de 200 voix, Alain Chiraussel ne devançant finalement que d'une dizaine de voix, Christian Teyssier. Le socialiste investi, Robert Roux défait finalement au second tour le maire d'Asperjoc, Alain Chiraussel avec une abstention qui était déjà en hausse de 8 points au premier tour, et qui en prend 5 de plus au second.
| Candidats      | Candidats          | Étiquette      | Premier tour | Premier tour | Second tour | Second tour |
| Candidats      | Candidats          | Étiquette      | Voix         | %            | Voix        | %           |
| -------------- | ------------------ | -------------- | ------------ | ------------ | ----------- | ----------- |
|                | Robert Roux        | PS             | 449          | 27,68        | 746         | 52,83       |
|                | Alain Chiraussel   | DVG            | 234          | 14,43        | 666         | 47,17       |
|                | Christian Teyssier | DVG            | 223          | 13,75        |             |             |
|                | Michel Pesanti     | DVG            | 199          | 12,27        |             |             |
|                | Michel Coste       | EÉLV           | 191          | 11,78        |             |             |
|                | François Jacquart  | FG (PCF)       | 190          | 11,71        |             |             |
|                | Georges Rioual     | FN             | 127          | 7,83         |             |             |
|                | John Hodgkinson    | EXD            | 9            | 0,55         |             |             |
|                |                    |                |              |              |             |             |
| Inscrits       | Inscrits           | Inscrits       | 2 541        | 100,00       | 2 541       | 100,00      |
| Abstention     | Abstention         | Abstention     | 891          | 35,06        | 1 013       | 39,87       |
| Votants        | Votants            | Votants        | 1 650        | 64,94        | 1 528       | 60,13       |
| Blancs et nuls | Blancs et nuls     | Blancs et nuls | 28           | 1,70         | 116         | 7,59        |
| Exprimés       | Exprimés           | Exprimés       | 1 622        | 98,30        | 1 412       | 92,41       |

Sortant : Michel Teston (PS) ; ne se représente pas

### Canton du Cheylard
Le maire du Cheylard, Jacques Chabal obtient un quatrième mandat mais la gauche ne lui aura pas rendu la tâche facile. On peut noter une diversité des candidatures entre le candidat du Front de Gauche, Patrick Böhle, conseiller municipal d'opposition à Jaunac, une militante écologiste, Jacky Barbisan, soutenu par le MoDem, tête de la liste de gauche aux dernières municipales face à Jacques Chabal et enfin Corine Laffont, également conseillère municipale socialiste du Cheylard élue sur la même liste que Jacky Barbisan en 2008. Les presque 1600 électeurs de gauche l'auront préférée parmi ces quatre candidatures lors du premier tour. Les électeurs de gauche auront été presque 500 de plus que ceux qui avaient soutenu le seul candidat de gauche en 2004. L'abstention qui progresse peu, de 4 points, suffit à faire baisser de 450 voix le score de Jacques Chabal qui doit concéder, à l'inverse de 2004, un second tour. Le FN également est touché par cette abstention, dans une moindre mesure, avec une cinquantaine de voix en moins par rapport à 2004. Au second tour, le sortant UMP est réélu mais avec une avance assez faible et avec toujours 150 voix de moins qu'au seul tour de 2004 tandis que Corine Laffont parvient efficacement à rassembler presque tous les électeurs de gauche du premier tour derrière sa candidature, sans que cela ne suffise en revanche.
| Candidats      | Candidats       | Étiquette      | Premier tour | Premier tour | Second tour | Second tour |
| Candidats      | Candidats       | Étiquette      | Voix         | %            | Voix        | %           |
| -------------- | --------------- | -------------- | ------------ | ------------ | ----------- | ----------- |
|                | Jacques Chabal* | UMP            | 1 483        | 45,20        | 1 780       | 52,96       |
|                | Corine Laffont  | PS             | 823          | 25,08        | 1 581       | 47,04       |
|                | Jacky Barbisan  | DVG            | 446          | 13,59        |             |             |
|                | Alain Barnier   | FN             | 213          | 6,49         |             |             |
|                | Nadine Greco    | EÉLV           | 194          | 5,91         |             |             |
|                | Patrick Böhle   | FG PG          | 122          | 3,72         |             |             |
|                |                 |                |              |              |             |             |
| Inscrits       | Inscrits        | Inscrits       | 5 297        | 100,00       | 5 297       | 100,00      |
| Abstention     | Abstention      | Abstention     | 1 931        | 36,45        | 1 819       | 34,34       |
| Votants        | Votants         | Votants        | 3 366        | 63,55        | 3 478       | 65,66       |
| Blancs et nuls | Blancs et nuls  | Blancs et nuls | 85           | 2,53         | 117         | 3,36        |
| Exprimés       | Exprimés        | Exprimés       | 3 281        | 97,47        | 3 361       | 96,64       |

*sortant

### Canton de Joyeuse
Raoul L'Herminier est confirmé par les électeurs du canton de Joyeuse après l'avoir fait basculer à gauche en 2004. Le conseiller municipal de Rosières l'emporte cette fois très largement face à un candidat de la majorité présidentielle, Matthieu Salel, dont c'est la première élection. Ce dernier est largement victime d'une abstention passant de 27 à 46 % en faisant perdre à la droite au second tour 700 voix (tandis que Raoul L'Herminier n'en perd qu'une centaine). Matthieu Salel aura toutefois triomphé au premier tour face à l'autre candidat de droite, Michel Talagrand-Gelly, maire du village de Sablières. Avec ces deux candidats, la droite aura vu son nombre de voix baisser de plus de 700 par rapport à 2004, à nouveau victime de la hausse de l'abstention. À gauche, Raoul L'Herminier devait, comme en 2004, faire face à d'autres candidats. Il ne retrouve cependant pas ni une opposition aussi forte qu'en 2004 où un candidat divers gauche l'avait presque dépassé ni les radicaux de gauche. Ce sont les écologistes qui se substituent à ces derniers dont le candidat, Christian Moyersoen, conseiller municipal de Saint-André-Lachamp et président d'un groupe d'action locale, récolte un nombre équivalent de voix au PRG en 2004, environ 550. Les communistes, eux, représentés par une militante de Lablachère perdent une centaine de voix. Enfin, le FN conquiert presque 200 voix, seul parti à progresser par rapport à 2004.
| Candidats      | Candidats               | Étiquette      | Premier tour | Premier tour | Second tour | Second tour |
| Candidats      | Candidats               | Étiquette      | Voix         | %            | Voix        | %           |
| -------------- | ----------------------- | -------------- | ------------ | ------------ | ----------- | ----------- |
|                | Raoul L'Herminier*      | PS             | 1 477        | 34,66        | 2 480       | 61,54       |
|                | Matthieu Salel          | Maj            | 831          | 19,50        | 1 550       | 38,46       |
|                | Maurice Gallois         | FN             | 586          | 13,75        |             |             |
|                | Christian Moyersoen     | EÉLV           | 553          | 12,98        |             |             |
|                | Michel Talagrand-Gelly  | DVD            | 361          | 8,47         |             |             |
|                | Dominique Pouget-Tirion | FG             | 232          | 5,44         |             |             |
|                | Alexandre Faure         | MoDem          | 123          | 2,89         |             |             |
|                | Daniel Romet            | NPA            | 98           | 2,30         |             |             |
|                |                         |                |              |              |             |             |
| Inscrits       | Inscrits                | Inscrits       | 7 859        | 100,00       | 7 959       | 100,00      |
| Abstention     | Abstention              | Abstention     | 3 517        | 44,75        | 3 687       | 46,32       |
| Votants        | Votants                 | Votants        | 4 342        | 55,25        | 4 272       | 53,68       |
| Blancs et nuls | Blancs et nuls          | Blancs et nuls | 81           | 1,87         | 242         | 5,66        |
| Exprimés       | Exprimés                | Exprimés       | 4 261        | 98,13        | 4 030       | 94,34       |

*sortant

### Canton de Lamastre
Après les 59 % des suffrages que lui avait accordés le canton dès le premier tour en 2004, le maire de Lamastre, Jean-Paul Vallon ne retrouve pas tout à fait la même dynamique pour cette élection. Au premier tour, il perd plus de 500 voix par rapport à 2004. L'abstention progressant finalement assez peu, de 4,5 %, le score du FN étant assez stable, les voix perdues peuvent en partie être allées à la gauche qui progresse elle de plus de 500 voix. Le militant associatif communiste Frédéric Delépine, seul candidat de la gauche en 2004, perd personnellement plus de 850 voix et est éclipsé, tout comme la candidate écologiste et Bernard Roulet du PS, originaire de Désaignes, par le candidat de centre gauche, Philippe Bosc, soutenu par le MoDem mais soutenant la majorité départementale socialiste. Il parvient au second tour à capter la quasi-totalité des voix de gauche du premier tour mais la centaine d'électeurs qui se sont "réveillés" entre les deux tours donneront l'avantage au sortant Jean-Paul Vallon qui obtient un troisième mandat avec plus de 250 voix d'avance.
| Candidats      | Candidats         | Étiquette      | Premier tour | Premier tour | Second tour | Second tour |
| Candidats      | Candidats         | Étiquette      | Voix         | %            | Voix        | %           |
| -------------- | ----------------- | -------------- | ------------ | ------------ | ----------- | ----------- |
|                | Jean-Paul Vallon* | DVD            | 1 517        | 44,14        | 1 897       | 53,71       |
|                | Philippe Bosc     | MoDem          | 724          | 21,06        | 1 635       | 46,29       |
|                | Bernard Roulet    | PS             | 444          | 12,92        |             |             |
|                | Frédéric Delepine | FG             | 320          | 9,31         |             |             |
|                | Joël Charmarty    | FN             | 222          | 6,46         |             |             |
|                | Isabelle Lambert  | EÉLV           | 210          | 6,11         |             |             |
|                |                   |                |              |              |             |             |
| Inscrits       | Inscrits          | Inscrits       | 5 224        | 100,00       | 5 225       | 100,00      |
| Abstention     | Abstention        | Abstention     | 1 724        | 33,00        | 1 557       | 29,80       |
| Votants        | Votants           | Votants        | 3 500        | 67,00        | 3 668       | 70,20       |
| Blancs et nuls | Blancs et nuls    | Blancs et nuls | 63           | 1,80         | 136         | 3,71        |
| Exprimés       | Exprimés          | Exprimés       | 3 437        | 98,20        | 3 532       | 96,29       |

*sortant

### Canton de La Voulte-sur-Rhône
Trois ans après avoir été réélu sans opposant à la tête de la commune de La Voulte-sur-Rhône, le socialiste Marc Bolomey s’offre confortablement un troisième mandat à la tête du canton. Face à lui, il retrouve le même opposant qu’en 2004, le maire NC de Charmes-sur-Rhône, Thierry Avouac. Alors présenté comme « divers gauche », il avait également face à lui un candidat UMP et un autre UDF. Mais le centre et la droite fédérés derrière sa candidature ne permettent pas de faire face à la hausse de l’abstention sans dommages. Celle-ci gravissant douze points, si l’on totalise les voix des deux candidats de droite en 2004 et celles que le maire de Charmes avait alors emportées, ce sont 2000 voix qui ont été perdues entre les deux échéances. La gauche n’est pas non plus épargnée malgré la confortable avance de Marc Bolomey, ce dernier perdant près de 400 voix au premier tour, les communistes plus de 200, pertes tout de même en partie compensées par la nouvelle présence d’un candidat écologiste, Fabrice Demurger, militant de Dunière-sur-Eyrieux, commune voisine au canton. Ce dernier obtient 400 voix. Dans le même temps, seule l’extrême droite parvient à progresser, le FN obtient 250 voix de plus qu’en 2004. Cela sera tout de même insuffisant pour accéder au second tour finalement identique à 2004 en termes de candidats. Le score, en revanche, diffère, l’abstention en hausse comme facteur principal à nouveau, mais qui atteint moins le sortant, ce qui lui permet de prendre de l’avance, ne perdant que 900 voix quand Thierry Avouac en perd environ 1500.
| Candidats      | Candidats           | Étiquette      | Premier tour | Premier tour | Second tour | Second tour |
| Candidats      | Candidats           | Étiquette      | Voix         | %            | Voix        | %           |
| -------------- | ------------------- | -------------- | ------------ | ------------ | ----------- | ----------- |
|                | Marc Bolomey*       | PS             | 1 878        | 38,43        | 2 785       | 59,97       |
|                | Thierry Avouac      | NC             | 1 249        | 25,56        | 1 859       | 40,03       |
|                | Jean-Claude Durieux | FN             | 931          | 19,05        |             |             |
|                | Fabrice Demurger    | EÉLV           | 424          | 8,68         |             |             |
|                | Pascaline Fourgoux  | FG PCF         | 405          | 8,29         |             |             |
|                |                     |                |              |              |             |             |
| Inscrits       | Inscrits            | Inscrits       | 11 179       | 100,00       | 11 198      | 100,00      |
| Abstention     | Abstention          | Abstention     | 6 135        | 54,88        | 6 219       | 55,54       |
| Votants        | Votants             | Votants        | 5 044        | 45,12        | 4 979       | 44,46       |
| Blancs et nuls | Blancs et nuls      | Blancs et nuls | 157          | 3,11         | 335         | 6,73        |
| Exprimés       | Exprimés            | Exprimés       | 4 887        | 96,89        | 4 644       | 93,27       |

*sortant

### Canton de Montpezat-sous-Bauzon
Le canton rural de Montpezat-sous-Bauzon ancré à droite depuis les années 1920, accentue encore cette tendance au cours de ces élections. Aucun candidat de gauche ne sera parvenu à atteindre le second tour comme Albert Salomon, maire apparenté PC de Montpezat-sous-Bauzon, qui en 2004 avait emporté près de 48 % des voix au second tour. La gauche ne retrouve même pas la moitié des 750 voix qu’elle avait obtenues en 2004, le premier candidat de gauche étant un conseiller municipal écologiste de Montpezat, François Aubert, qui obtient péniblement 200 voix. Certainement par manque d’ancrage local, le candidat PS Christian Mazé, originaire de Mézilhac, commune située hors du canton, n’obtient, comme le candidat communiste, que quelques dizaines de voix. La compétition aura donc été surtout interne à la droite qui a survolé l’élection entre le sortant UMP Éric Lespinasse, maire de Saint-Cirgues-en-Montagne, qui joue sa seconde élection et le maire Divers droite du Roux, Patrick Coudène. Finalement, ce sera ce dernier qui profitera de la majorité des 850 voix de droite du premier tour, 200 de plus qu’en 2004. Au second tour, Patrick Coudène confirme sa performance et séduit la majorité des électeurs des 7 villages du canton.
| Candidats      | Candidats         | Étiquette      | Premier tour | Premier tour | Second tour | Second tour |
| Candidats      | Candidats         | Étiquette      | Voix         | %            | Voix        | %           |
| -------------- | ----------------- | -------------- | ------------ | ------------ | ----------- | ----------- |
|                | Patrick Coudene   | Maj            | 439          | 34,68        | 617         | 52,20       |
|                | Éric Lespinasse*  | UMP            | 417          | 32,94        | 565         | 47,80       |
|                | François Aubert   | EÉLV           | 205          | 16,19        |             |             |
|                | Alain Adam        | FN             | 83           | 6,56         |             |             |
|                | Christian Mazé    | PS             | 82           | 6,48         |             |             |
|                | Jacques Florenson | FG (PCF)       | 40           | 3,16         |             |             |
|                |                   |                |              |              |             |             |
| Inscrits       | Inscrits          | Inscrits       | 1 837        | 100,00       | 1 836       | 100,00      |
| Abstentions    | Abstentions       | Abstentions    | 553          | 30,10        | 519         | 28,27       |
| Votants        | Votants           | Votants        | 1 284        | 69,90        | 1 317       | 71,73       |
| Blancs et nuls | Blancs et nuls    | Blancs et nuls | 18           | 1,40         | 135         | 10,25       |
| Exprimés       | Exprimés          | Exprimés       | 1 266        | 98,60        | 1 182       | 89,75       |

*sortant

### Canton de Privas
Le canton du Privas confirme le virage à gauche du secteur opéré depuis la fin des années 1990 et le basculement progressif à gauche du siège de député, du canton et de la mairie de Privas. Le premier adjoint au maire de Privas justement, Hervé Saulignac, survole cette élection sans l’emporter dès le premier tour. Les électeurs du canton lui opposent le conseiller régional FN Christian Grangis qui améliore le score de son parti en 2004 de plus de 150 voix. Ce dernier est surtout propulsé grâce aux faibles scores de la droite et du centre. Les deux candidats ont expérimenté des problèmes de suppléantes, l’un la cherchant par petites annonces et l’autre dont la suppléante a été accusée de racisme. Les 1150 voix qu’ils totalisent sont en tous les cas bien éloignées des 2500 de 2004 ou les 1700 de l’élection partielle de 2009. Cette impopularité de la droite, certainement causée par la hausse de 20 points de l’abstention, mène même un collègue écologiste de Hervé Saulignac, Stéphane Oriol, adjoint au maire de Privas à la troisième place du scrutin, augmentant de 400 voix son score personnel de 2009. Cette augmentation et la stabilisation par rapport à 2004 de l’électorat communiste derrière une militante de Veyras, Bernadette Fort, contrebalancent la baisse de voix des socialistes qui, malgré leur succès, perdent presque 1400 voix. Le second tour est presque une formalité pour le sortant socialiste qui écrase son opposant d’extrême-droite en fédérant plutôt efficacement les voix de gauche même s'il obtient toujours 850 voix de moins qu’Yves Chastan au même stade en 2004. Christian Grangis parvient à convaincre 700 électeurs de plus entre les deux tours mais ne réussit pas à se substituer efficacement à l’UMP en obtenant moitié moins de voix que cette dernière en 2004.
| Candidats      | Candidats         | Étiquette      | Premier tour | Premier tour | Second tour | Second tour |
| Candidats      | Candidats         | Étiquette      | Voix         | %            | Voix        | %           |
| -------------- | ----------------- | -------------- | ------------ | ------------ | ----------- | ----------- |
|                | Hervé Saulignac*  | PS             | 2 638        | 41,29        | 4 586       | 72,94       |
|                | Christian Grangis | FN             | 1 058        | 16,56        | 1 701       | 27,06       |
|                | Stéphane Oriol    | EÉLV           | 973          | 15,23        |             |             |
|                | François Arsac    | PRV            | 922          | 14,43        |             |             |
|                | Bernadette Fort   | FG PG          | 570          | 8,92         |             |             |
|                | Daniel Suszwalak  | MoDem          | 228          | 3,57         |             |             |
|                |                   |                |              |              |             |             |
| Inscrits       | Inscrits          | Inscrits       | 14 186       | 100,00       | 14 187      | 100,00      |
| Abstention     | Abstention        | Abstention     | 7 601        | 53,58        | 7 318       | 51,58       |
| Votants        | Votants           | Votants        | 6 585        | 46,42        | 6 869       | 48,42       |
| Blancs et nuls | Blancs et nuls    | Blancs et nuls | 196          | 2,98         | 582         | 8,47        |
| Exprimés       | Exprimés          | Exprimés       | 6 389        | 97,02        | 6 287       | 91,53       |

*sortant

### Canton de Saint-Étienne-de-Lugdarès
Le petit canton d’à peine un millier d’habitants de Saint-Étienne-de-Lugdarès est le seul en Ardèche au cours de ces élections à changer de bord politique. Deux candidats au cours de cette élection se sont démarqués : celui de la droite, le sortant Marc Champel, maire UMP du chef-lieu, Saint-Étienne-de-Lugdarès, et un candidat indépendant, classé à gauche, Jérôme Gros, ancien maire de la petite commune de Lavillatte, voisine au canton. Ce dernier avait déjà réussi, en tant que candidat divers droite, à faire chuter Marc Champel en 1998 après 18 ans à la tête du canton avant que ce dernier ne tienne sa revanche en 2004. C’est finalement une élection serrée de laquelle se sera démarqué Jérôme Gros avec seulement deux voix d’avance sur le sortant UMP. Alors que ce dernier avait été élu dès le premier tour en 2004, Marc Champel perd une centaine de voix au premier tour et Jérôme Gros une quarantaine, peut-être pour certaines allées au candidat écologiste, l’ancien conseiller régional, Pierre Courouble. Mais un facteur non négligeable est certainement l’abstention qui gagne une quarantaine d’électeurs de plus qu’en 2004, n’atteignant cependant pas la quinzaine de fidèles au PC ni le FN qui conquiert modestement 10 voix.
| Candidats      | Candidats        | Étiquette      | Premier tour | Premier tour | Second tour | Second tour |
| Candidats      | Candidats        | Étiquette      | Voix         | %            | Voix        | %           |
| -------------- | ---------------- | -------------- | ------------ | ------------ | ----------- | ----------- |
|                | Jérôme Gros      | DVG            | 260          | 41,14        | 331         | 50,15       |
|                | Marc Champel*    | UMP            | 301          | 47,63        | 329         | 49,85       |
|                | Michelle Thiriet | FN             | 29           | 4,59         |             |             |
|                | Pierre Courouble | EÉLV           | 25           | 3,96         |             |             |
|                | Michèle Lesage   | FG PCF         | 17           | 2,69         |             |             |
|                |                  |                |              |              |             |             |
| Inscrits       | Inscrits         | Inscrits       | 883          | 100,00       | 883         | 100,00      |
| Abstention     | Abstention       | Abstention     | 239          | 27,07        | 207         | 23,44       |
| Votants        | Votants          | Votants        | 644          | 72,93        | 676         | 76,56       |
| Blancs et nuls | Blancs et nuls   | Blancs et nuls | 12           | 1,86         | 16          | 2,37        |
| Exprimés       | Exprimés         | Exprimés       | 632          | 98,14        | 660         | 97,63       |

*sortant

### Canton de Saint-Félicien
Le maire UMP de Saint-Félicien, Jean-Paul Chauvin, conserve sa mainmise sur le canton de sa commune en emportant une deuxième victoire. Pour la deuxième fois, il est opposé à Michel Bertrand, et pour la deuxième fois, le maire PS de Colombier-le-Vieux ne parvient pas à répéter l’exploit de Pierre Jouvencel qui en 1998 avait réussi à mettre fin à 100 ans de direction ininterrompue de la droite. Au premier tour, la hausse de l’abstention de 13 points se fait ressentir à gauche comme à droite, le sortant perdant près de 250 voix. À gauche, Michel Bertrand et Vincent Fellot, agriculteur écologiste de Pailharès, ne rassemblent que 800 voix quand 1000 électeurs avaient été séduits en 2004. Dans ce contexte, seul le FN progresse de 80 voix environ mais à un niveau encore faible. Le second tour confirme l’effritement des électorats avec 200 voix perdues pour chaque candidat par rapport à 2004 où le second tour avait donc déjà vu les mêmes candidats s’affronter.
| Candidats      | Candidats            | Étiquette      | Premier tour | Premier tour | Second tour | Second tour |
| Candidats      | Candidats            | Étiquette      | Voix         | %            | Voix        | %           |
| -------------- | -------------------- | -------------- | ------------ | ------------ | ----------- | ----------- |
|                | Jean-Paul Chauvin*   | UMP            | 845          | 45,50        | 1 054       | 55,80       |
|                | Michel Bertrand      | PS             | 539          | 29,03        | 835         | 44,20       |
|                | Vincent Fellot       | EÉLV           | 263          | 14,16        |             |             |
|                | Marie-France Ferrero | FN             | 210          | 11,31        |             |             |
|                |                      |                |              |              |             |             |
| Inscrits       | Inscrits             | Inscrits       | 3 088        | 100,00       | 3 097       | 100,00      |
| Abstention     | Abstention           | Abstention     | 1 170        | 37,89        | 1 111       | 35,87       |
| Votants        | Votants              | Votants        | 1 918        | 62,11        | 1 986       | 64,13       |
| Blancs et nuls | Blancs et nuls       | Blancs et nuls | 61           | 3,18         | 97          | 4,88        |
| Exprimés       | Exprimés             | Exprimés       | 1 857        | 96,82        | 1 889       | 95,12       |

*sortant

### Canton de Saint-Martin-de-Valamas
Après avoir fait basculer en 2008 la mairie du chef-lieu à droite, Yves Le Bon pouvait s’attendre à de bons résultats et faire vaciller voire chuter la gauche qui tient ce canton depuis 1998. Cela ne s’est pas du tout produit puisque le maire Divers gauche de Saint-Jean-Roure, Michel Chantre, qui avait été élu en 2010 après la mort de Roland Veuillens est très largement réélu à la tête du canton, battant même Yves Le Bon dans sa propre commune. Pourtant, contrairement à 2004 et 2010, la droite était fédérée derrière un unique candidat et non pas deux mais le maire de Saint-Martin emporte 300 voix de moins que son camp en 2004 (et même 200 de moins qu’en 2010). Il est certainement victime de la hausse de presque 12 points de l’abstention par rapport à 2004 qui atteint aussi dans une moindre mesure le sortant qui obtient 200 voix de moins que Roland Veuillens en 2004 mais seulement une quarantaine de moins qu’en 2010. Ces pertes sont compensées par les 75 voix des communistes, score stable par rapport à 2004 (absents en 2010) et la centaine de voix obtenues par le candidat écologiste, Fabrice Vierne, conseiller municipal de Bidon, dans le sud-est du département. On remarque aussi le doublement des voix du FN qui peut aussi en partie expliquer les pertes lourdes des voix à droite. Le second tour est donc confortablement emporté par la gauche, Michel Chantre, rassemblant efficacement toutes les voix de gauche et celles de quelques abstentionnistes du premier tour.
| Candidats      | Candidats         | Étiquette      | Premier tour | Premier tour | Second tour | Second tour |
| Candidats      | Candidats         | Étiquette      | Voix         | %            | Voix        | %           |
| -------------- | ----------------- | -------------- | ------------ | ------------ | ----------- | ----------- |
|                | Michel Chantre*   | DVG            | 851          | 46,76        | 1 115       | 60,40       |
|                | Yves Le Bon       | DVD            | 653          | 35,88        | 731         | 39,60       |
|                | Thierry Étienne   | FN             | 135          | 7,42         |             |             |
|                | Fabrice Vierne    | EÉLV           | 106          | 5,82         |             |             |
|                | Étienne Boulanger | FG PG          | 75           | 4,12         |             |             |
|                |                   |                |              |              |             |             |
| Inscrits       | Inscrits          | Inscrits       | 2 904        | 100,00       | 2 903       | 100,00      |
| Abstention     | Abstention        | Abstention     | 1 025        | 35,30        | 979         | 33,72       |
| Votants        | Votants           | Votants        | 1 879        | 64,70        | 1 924       | 66,28       |
| Blancs et nuls | Blancs et nuls    | Blancs et nuls | 59           | 3,14         | 78          | 4,05        |
| Exprimés       | Exprimés          | Exprimés       | 1 820        | 96,86        | 1 846       | 95,95       |

*sortant

### Canton de Saint-Pierreville
Après son basculement à gauche en 2004 quand le socialiste Pierre Vigne a succédé à Michel Valla, alors maire UMP de Privas, puis l'élection partielle de 2009 qui a vu une victoire confortable pour sa successeure à la mairie de Beauvène, Laëtitia Serre, le canton de Saint-Pierreville s'ancre encore plus à gauche au cours de cette élection. Il est en effet l'un des deux seuls du département à réélire dès le premier tour la conseillère sortante. Laëtitia Serre ne voyait dans le même temps pas d'obstacle majeur à sa réélection, avec l'absence d'adversaire à sa droite, hormis le FN. Le parti d'extrême droite, absent en 2004, ne réussit nettement pas à séduire les presque 1100 électeurs de la droite en 2004 au premier tour, qui ont certainement surtout grossi les rangs des abstentionnistes dont le nombre augmente de 20 points. Dans le même temps, Laëtitia Serre ne souffre absolument pas de ce regain d'abstention puisqu'elle augmente son score personnel de plus de 200 voix par rapport à 2009 et dépasse même le nombre de voix de toute la gauche au premier tour de 2004. À ces voix, s'ajoutent également celles de François Pesce, conseiller municipal de Gluiras et de Claire Chaumeron, militante écologiste de Saint-Étienne-de-Serre, qui en obtiennent chacun plus d'une centaine pour porter la gauche à un score global équivalent au second tour de 2004.
| Candidats      | Candidats         | Étiquette      | Premier tour | Premier tour |
| Candidats      | Candidats         | Étiquette      | Voix         | %            |
| -------------- | ----------------- | -------------- | ------------ | ------------ |
|                | Laëtitia Serre*   | PS             | 967          | 69,02        |
|                | Micheline Antoine | FN             | 178          | 12,71        |
|                | François Pesce    | DVG            | 134          | 9,56         |
|                | Claire Chaumeron  | EÉLV           | 122          | 8,71         |
|                |                   |                |              |              |
| Inscrits       | Inscrits          | Inscrits       | 2 678        | 100,00       |
| Abstention     | Abstention        | Abstention     | 1 190        | 44,44        |
| Votants        | Votants           | Votants        | 1 488        | 55,56        |
| Blancs et nuls | Blancs et nuls    | Blancs et nuls | 87           | 5,85         |
| Exprimés       | Exprimés          | Exprimés       | 1 401        | 94,15        |

*sortante

### Canton de Valgorge
Bernard Bonin, maire divers gauche de Valgorge survole, comme en 2004, cette élection en l'emportant dès le premier tour. Le sortant perd à peine 30 voix par rapport à 2004, pertes compensées par les progrès des écologistes de 35 voix environ. Cela leur permet de se placer en deuxième position mais ils y arrivent surtout grâce à l'effondrement de la droite, principale victime de l'abstention qui obtient à peine un cinquième de ses voix de 2004. L'extrême droite en profite pour progresser d'une trentaine de voix et le candidat alternatif se substitue bien au PC présent en 2004 en emportant comme lui à l'époque une trentaine de voix.
| Candidats      | Candidats          | Étiquette       | Premier tour | Premier tour |
| Candidats      | Candidats          | Étiquette       | Voix         | %            |
| -------------- | ------------------ | --------------- | ------------ | ------------ |
|                | Bernard Bonin*     | DVG             | 355          | 60,37        |
|                | Alain Gibert       | EÉLV            | 111          | 18,88        |
|                | Laurinne Villemant | FN              | 56           | 9,52         |
|                | Richard Neuville   | Les Alternatifs | 37           | 6,29         |
|                | Florian Le Scanff  | UMP             | 29           | 4,93         |
|                |                    |                 |              |              |
| Inscrits       | Inscrits           | Inscrits        | 964          | 100,00       |
| Abstention     | Abstention         | Abstention      | 355          | 36,83        |
| Votants        | Votants            | Votants         | 609          | 63,17        |
| Blancs et nuls | Blancs et nuls     | Blancs et nuls  | 21           | 3,45         |
| Exprimés       | Exprimés           | Exprimés        | 588          | 96,55        |

*sortant

### Canton des Vans
Ce canton que Jean-Paul Manifacier avait réussi à prendre à l’ancien député RPR Jean-Marie Roux en 2004, renouvelle sa confiance dans le vice-président socialiste du conseil général. Et ce, malgré la candidature du maire Nouveau Centre du chef-lieu, Les Vans, Bruno Vigier. Ce dernier a certainement souffert d’une abstention en hausse de 13 points, et éventuellement de 100 voix supplémentaires pour le FN, puisque Bruno Vigier perd 400 voix par rapport à Jean-Marie Roux. Comme ce dernier, le maire des Vans voyait se présenter face à lui un candidat divers droite, Maurice Sant-André, un de ses conseillers municipaux, soutenu par le MoDem, qui emporte 300 voix sans toutefois inquiéter le maire et se qualifier au second tour comme la candidate Divers droite en 2004 qui s'était finalement désistée. À gauche, Jean-Paul Manifacier ne voit pas s’opposer de résistance autre que celle des écologistes, des communistes et anticapitalistes, contrairement à 2004 où il avait aussi dû faire face à un candidat DVG qualifié pour le second tour, l’ancien conseiller PC Alain Faucuit. Jean-Paul Manifacier accroît ainsi son score personnel de 400 voix tandis que les communistes obtiennent presque 600 voix de moins qu’Alain Faucuit en 2004. Les écologistes obtiennent également presque 200 voix de plus qu’en 2004 grâce à leur candidat, Guillaume Vermorel, activiste engagé contre l’exploitation du gaz de schiste. Le second tour voit Jean-Paul Manifacier largement l’emporter, ce dernier ne perdant qu’une centaine de voix par rapport à 2004 quand la droite en perd plus de 700.
| Candidats      | Candidats             | Étiquette      | Premier tour | Premier tour | Second tour | Second tour |
| Candidats      | Candidats             | Étiquette      | Voix         | %            | Voix        | %           |
| -------------- | --------------------- | -------------- | ------------ | ------------ | ----------- | ----------- |
|                | Jean-Paul Manifacier* | PS             | 1 580        | 38,26        | 2 554       | 64,11       |
|                | Bruno Vigier          | M-NC           | 947          | 22,93        | 1 430       | 35,89       |
|                | Guillaume Vermorel    | EÉLV           | 552          | 13,37        |             |             |
|                | Christophe Menini     | FN             | 421          | 10,19        |             |             |
|                | Maurice Saint-André   | DVD            | 321          | 7,77         |             |             |
|                | Joseph Simonnet       | FG PCF         | 206          | 4,99         |             |             |
|                | Alain Joffre          | NPA            | 103          | 2,49         |             |             |
|                |                       |                |              |              |             |             |
| Inscrits       | Inscrits              | Inscrits       | 7 095        | 100,00       | 7 094       | 100,00      |
| Abstention     | Abstention            | Abstention     | 2 898        | 40,85        | 2 908       | 40,99       |
| Votants        | Votants               | Votants        | 4 197        | 59,15        | 4 186       | 59,01       |
| Blancs et nuls | Blancs et nuls        | Blancs et nuls | 67           | 1,60         | 202         | 4,83        |
| Exprimés       | Exprimés              | Exprimés       | 4 130        | 98,40        | 3 984       | 95,17       |

*sortant

### Canton de Viviers
Olivier Pévérelli obtient aisément un deuxième mandat au conseil général pour le PS. Le maire socialiste du Teil doit cependant concéder, à l’inverse de 2004, un second tour, principalement en raison de nouvelles candidatures écologiste et communiste combinées à une hausse de l’abstention de 20 points. À droite, il retrouve son opposante des municipales de 2008 au Teil, Rachel Cotta, alors tête de liste UMP. Cependant, certainement aussi victime de l’abstention, elle fait perdre à la droite plus de 1100 voix, à tel point qu’elle se voit éliminée dès le premier tour, devancée par un FN en progrès de 400 voix. À gauche, le maire écologiste de Viviers, François Louvet, qui pouvait représenter un important challenge pour le conseiller sortant obtient finalement un score décevant même dans sa propre ville. Le second tour est une formalité pour Olivier Pévérelli qui parvient à rallier face à l’extrême droite 1250 voix de plus entre les deux tours, venant certainement de la gauche et en partie de la droite modérée.
| Candidats      | Candidats          | Étiquette      | Premier tour | Premier tour | Second tour | Second tour |
| Candidats      | Candidats          | Étiquette      | Voix         | %            | Voix        | %           |
| -------------- | ------------------ | -------------- | ------------ | ------------ | ----------- | ----------- |
|                | Olivier Pévérelli* | PS             | 2 256        | 42,76        | 3 518       | 65,88       |
|                | Thierry Arsac      | FN             | 1 327        | 25,15        | 1 822       | 34,12       |
|                | Rachel Cotta       | UMP            | 844          | 16,00        |             |             |
|                | François Louvet    | EÉLV           | 466          | 8,83         |             |             |
|                | Henri Saint-Jean   | FG (PG)        | 383          | 7,26         |             |             |
|                |                    |                |              |              |             |             |
| Inscrits       | Inscrits           | Inscrits       | 10 509       | 100,00       | 10 509      | 100,00      |
| Abstention     | Abstention         | Abstention     | 5 102        | 48,55        | 4 847       | 46,12       |
| Votants        | Votants            | Votants        | 5 407        | 51,45        | 5 662       | 53,88       |
| Blancs et nuls | Blancs et nuls     | Blancs et nuls | 131          | 2,42         | 322         | 5,69        |
| Exprimés       | Exprimés           | Exprimés       | 5 276        | 97,58        | 5 320       | 94,31       |

*sortant